# Ауэ-Фалльштайн
Ауэ-Фалльштайн (нем. Aue-Fallstein) — бывшая община в Германии, в земле Саксония-Анхальт. Входила в состав района Хальберштадт и объединение общин Остервик-Фальштайн. Создана в 2003 и упразднена в 2009 году. Население на 31 декабря 2006 года составляло 5245 человек. Занимала площадь 118,41 км². Община подразделяелась на 7 сельских округов. Главой был Клаус Богослав.